# USS LST-261
O USS LST-261 foi um navio de guerra norte-americano da classe LST que operou durante a Segunda Guerra Mundial.